# إميليو ألفارو
إميليو ألفارو (بالإسبانية: Emilio Alfaro)‏ هو ممثل أرجنتيني، ولد في 20 يناير 1933 ببوينس آيرس في الأرجنتين، وتوفي بنفس المكان في 18 يوليو 1998.

## وصلات خارجية
- إميليو ألفارو على موقع IMDb (الإنجليزية)
- إميليو ألفارو على موقع قاعدة بيانات الفيلم (الإنجليزية)